# Sidecar (coquetel)
O sidecar é  um coquetel tradicionalmente feito com conhaque, licor de laranja (Cointreau, Grand Marnier, Dry Curaçao ou outro Triple Sec) e suco de limão. A bebida é tradicionalmente servida fria, mas sem gelo, e é classificada pela International Bartenders Association como um coquetel do tipo "inesquecível".
Os ingredientes usados para o preparo do coquetel deixa-o estreitamente relacionado ao tradicional coquetel Brandy Crusta, que difere tanto na apresentação quanto na proporção dos componentes.

## História
A origem exata do sidecar é incerta, entretanto o autor do livro de receitas de bebidas McCleat acredita que tenha sido inventado em torno do fim da Primeira Guerra Mundial ou em Londres ou em Paris. A bebida recebeu o nome do sidecar, um veículo anexo de motocicletas.
O hotel Ritz Hotel de Paris reclama a origem da bebida. As primeiras receitas para o Sidecar apareceram em 1922, nos livros Harry's ABC of Mixing Cocktails de Harry MacElhone's e Cocktails and How to Mix Them de Robert Vermeire's . É uma das seis bebidas básicas listadas no livro The Fine Art of Mixing Drinks (1948) de David A. Embury.
Nas primeiras edições do livro de MacElhone, ele cita Pat MacGarry como o inventor, "o barman popular do Buck's Club, em Londres", mas em edições posteriores ele cita a si mesmo. Vermiere afirma que a bebida era "muito popular na França. Foi inicialmente introduzida em Londres por MacGarry, o célebre barman do Buck's Club." Embury credita a invenção da bebida a um capitão do exército americano em Paris durante a Primeira Guerra Mundial o que teria dado nome à bebida, pois o capitão costumava chegar ao Harry's Bar em Paris em uma motocicleta com um sidecar acoplado e pedia o coquetel.
Tanto MacElhone quanto Vermiere afirmam que a relatam a receita com partes iguais de  Cognac, Cointreau e suco de limão, agora conhecido com a versão à francesa. Mais tarde, uma versão à inglesa de sidecars surgiu, como considelado no livro Savoy Cocktail Book, de 1930, que pede duas partes de cognac e uma parte Cointreau e uma parte de suco de limão.
De acordo com Embury, a receita original de sidecar consistia de vários ingredientes, que foram bem refinadas. Embury também afirma que a bebida é simplesmente uma variação de daiquiri com conhaque como base em vez de rum, e com Cointreau como agente adoçante em vez de xarope de glicose. Ele recomenda as mesmas proporções (8:2:1) para ambos os coquetéis, fazendo um sidecar muito menos doce. Contudo, Simon Difford, no seu livro Encyclopedia of Cocktails, observa a razão de Harry Craddock de 2:1:1 no livro The Savoy Cocktail Book, e então sugere um ponto intermediário entre a receita de Craddock e a versão à francesa de partes iguais de 3:2:2, chamando a fórmula do daiquiri de Embury de "excessivamente seca" para um sidecar.
As primeiras referências da borda açucarada da taça de sidecar açucarada são de 1934, em três livros diferentes: Complete Cocktail & Drinking Recipes, de Burke, Cocktail & Food Recipes, de Gordon, e Drinks As They Are Mixed (uma reedição revisada do livro de 1904 de Paul E. Lowe).

## Composição
De acordo com a IBA, o coquetel é composto de:
- 50 ml de conhaque
- 20 ml de triple sec
- 20 ml de suco de limão fresco